# Ustrój polityczny Gibraltaru
Gibraltar jest terytorium zależnym Wielkiej Brytanii. W Gibraltarze obowiązuje konstytucja z 1969 roku. Głową państwa jest król brytyjski Karol III reprezentowany przez gubernatora (mającego również tytuł dowódcy garnizonu twierdzy Gibraltar). 
Zadania gubernatora:
- prowadzenie polityki zagranicznej
- prowadzenie polityki obronnej
- zapewnienie bezpieczeństwa kraju

Gubernatorowi pomocą służy Rada Gibraltaru, składającą się z 5 członków rządu i 4 wysokich urzędników. Sprawy wewnętrzne oraz władza ustawodawcza należą do Izby Zgromadzenia. Przewodniczącego mianuje Gubernator, 15 członków rady jest wybieranych przez naród w wyborach bezpośrednich, a 2 jest z urzędu.
Rząd (Rada Ministrów) jest władzą wykonawczą. Jej szefem jest premier. Członkowie rządu są mianowani przez Gubernatora spośród partii mającej większość w Izbie Zgromadzenia.